# Lin Fengmian
Lin Fengmian (林風眠; 22 november 1900 – 12 augustus 1991) was een Chinese kunstschilder en docent aan de Beaux-Arts de Paris. Hij was een van de pioniers in de moderne Chinese schilderkunst en had de ambitie om het beste van zowel oosterse als westerse kunst te combineren. Lin was een van de eerste Chinese kunstschilders die in Europa studeerden.

## Biografie
Lin Fengmian werd als Lin Fengming (林凤鸣) geboren in Ge Gong Ling, een dorp in het district Meixian. Zijn vader was kunstschilder en Lin werd als kind in de traditionele schildertechnieken onderwezen. Op jonge leeftijd verhuisde hij naar Frankrijk, waar hij in 1920 aan de Beaux-Arts de Paris in de westerse schilderkunst werd onderwezen door Fernand Cormon. In Parijs raakte Lin bevriend met Xu Beihong, die een grote interesse toonde voor het Europese realisme.

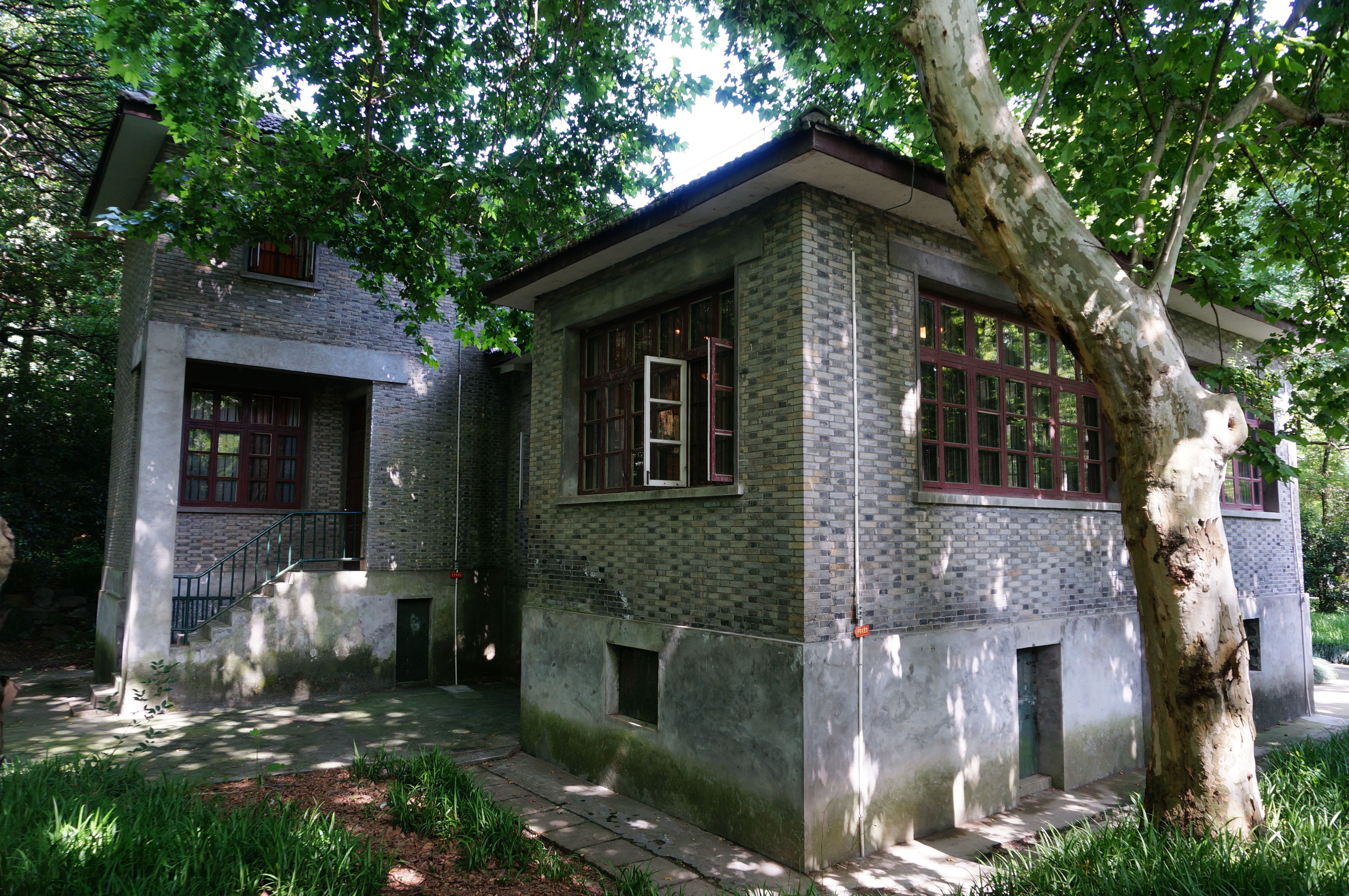
Lin Fengmians woning in Hangzhou

Na een studiereis naar Berlijn in 1923 keerde Lin in 1925 terug naar Peking. Hier hield hij een jaar later zijn eerste solotentoonstelling. In 1938 werd Lin directeur van de Chinese Kunstacademie in Hangzhou. Lin had een belangrijk aandeel in de ontwikkeling van westerse kunstopleidingen in China. Hij was de leraar van enkele beroemde Chinese meesters, waaronder Li Keran (1907–1989), Wu Guanzhong (1919–2010) en Zao Wou-Ki (1920–2013).
Veel vroege werken van Lin werden door Japanse soldaten tijdens de Tweede Chinees-Japanse Oorlog vernietigd. Tijdens de Culturele Revolutie werd Lins schilderkunst bekritiseerd door de Bende van Vier. Lin vernietigde in 1966 veel van zijn experimentele schilderstukken, maar desondanks werd hij vier jaar lang gevangen gehouden. In 1977 mocht Lin China verlaten om zijn familie in Brazilië op te zoeken. Hij bezocht zijn familie een aantal keer, maar keerde niet terug naar China en vestigde zich in Hongkong. Hier bleef hij tot zijn dood in 1991 wonen.

## Werk
In zijn werken trachtte Lin een ideale combinatie te vinden van de traditionele Chinese kunst en de westerse stijlen. Hij bestudeerde schilderingen uit de Han-, Song- en Yuan-dynastieën en combineerde deze stijlen met die van Europese meesters als Pablo Picasso, Henri Matisse en Georges Rouault. Lin onderscheidt zich door zijn gebruik krachtige, dynamische penseelstreken. Zijn werken waren opgebouwd in monochrome gewassen inkt en ingekleurd met rijke kleuren.